# 静岡県立こころの医療センター
静岡県立こころの医療センター（しずおかけんりつこころのいりょうセンター）は、地方独立行政法人静岡県立病院機構が運営する精神科病院。所在地は静岡市葵区与一4丁目1‐1。

## 沿革
（この節の出典）
- 1956年（昭和31年）11月 ‐ 静岡県立精神病院養心荘として開院
- 1961年（昭和36年）7月 ‐ 静岡県立病院養心荘に名称を変更
- 1997年（平成9年）4月 ‐ 静岡県立こころの医療センターに名称を変更
- 2009年（平成21年）4月1日 ‐ 開設者が地方独立行政法人静岡県立病院機構に移管

## 地方独立行政法人への移行
県立病院としての公共性を維持しつつ効率的な経営を図るべく、運営形態について審議してきた県の諮問機関「県立3病院運営形態検討会」は2006年7月26日、静岡県立総合病院、静岡県立こども病院、静岡県立こころの医療センターの県立3病院について、「一般地方独立行政法人とすることが望ましい」旨を石川嘉延知事（当時）に答弁し、知事は2008年度の独立行政法人化を目指す考えを示したが、なお協議が必要とのことから1年延期となり、2009年4月1日に運営が地方独立行政法人静岡県立病院機構に移された。

## 診療科
- 精神科[2]
- 内科（精神科受診患者のみ診療）[2]
- 外科（精神科受診患者のみ診療）[2]
- 歯科（精神科受診患者のみ診療）[2]

## 医療機関の指定・認定
（下表の出典）
| 保険医療機関                                                                                           | 生活保護法指定医療機関                 |
| 指定自立支援医療機関（精神通院医療）                                                                   | 結核指定医療機関                       |
| 精神保健及び精神障害者福祉に関する法律（昭和２５年法律第１２３号）に基づく指定病院又は応急入院指定病院 | 原子爆弾被爆者一般疾病医療取扱医療機関 |
| 精神保健指定医の配置されている医療機関                                                                 | 臨床研修病院                           |

- 公益財団法人日本医療機能評価機構認定病院[3]

## 交通アクセス
- JR東海道新幹線・JR東海道本線「静岡駅」よりしずてつジャストラインバス124・126・127美和大谷線乗車、「秋山町」停留所下車[4]